# Morti nel 1994/Luglio
| Questa pagina contiene informazioni ricavate automaticamente dalle voci biografiche con l'ausilio del template Bio e di un bot. L'aggiornamento è periodico e automatico e ricostruisce completamente la pagina. Se manca una persona in questa lista, sei pregato di non aggiungerla, ma accertati piuttosto che la sua voce biografica contenga il template Bio e che i dati anagrafici siano correttamente compilati. Se il template Bio manca, inseriscilo tu stesso o, in alternativa, metti l'avviso {{tmp\|Bio}} che ne segnala la mancanza. Se i dati riportati sono sbagliati, correggi direttamente la voce biografica; le modifiche saranno visibili in questa lista entro pochi giorni. Per chiarimenti vedi il progetto biografie. La lista contiene solo le 115 persone che sono citate nell'enciclopedia e per le quali è stato implementato correttamente il template Bio. Pagina aggiornata al 18 lug 2025. |

- 2 luglio - Lucio Amelio, gallerista italiano (n. 1931)
- 2 luglio - Roberto Balado, pugile cubano (n. 1969)
- 2 luglio - Andrés Escobar, calciatore colombiano (n. 1967)
- 2 luglio - Giovanni Battista Guidotti, pilota automobilistico e manager italiano (n. 1902)
- 2 luglio - Maung Maung, politico birmano (n. 1925)
- 3 luglio - Lew Hoad, tennista australiano (n. 1934)
- 3 luglio - Francesco Servetto, calciatore italiano (n. 1918)
- 4 luglio - Almiro Bergamo, canottiere italiano (n. 1912)
- 4 luglio - Bruno Bozzolo, calciatore e allenatore di calcio italiano (n. 1913)
- 4 luglio - Gerard Smith, diplomatico statunitense (n. 1914)
- 4 luglio - Raffaele Gervasio, compositore italiano (n. 1910)
- 4 luglio - Joey Marella, statunitense (n. 1963)
- 4 luglio - Aurelio Robotti, ingegnere italiano (n. 1913)
- 5 luglio - William J. Kaufmann III, astronomo e saggista statunitense (n. 1942)
- 5 luglio - Lennart Klingström, canoista svedese (n. 1916)
- 5 luglio - Tawfiq Ziyad, poeta e politico palestinese (n. 1929)
- 6 luglio - Cameron Mitchell, attore statunitense (n. 1918)
- 6 luglio - Daniele Natale, religioso italiano (n. 1919)
- 6 luglio - Matteo Salineri, calciatore italiano (n. 1902)
- 6 luglio - Sebastiano Torchio, ciclista su strada italiano (n. 1918)
- 7 luglio - Carlo Chiti, ingegnere italiano (n. 1924)
- 7 luglio - Anita Garvin, attrice statunitense (n. 1907)
- 7 luglio - Rocco Minasi, politico italiano (n. 1910)
- 8 luglio - Angelo Farina, allenatore di calcio, calciatore e dirigente sportivo italiano (n. 1905)
- 8 luglio - Kim Il-sung, rivoluzionario e politico nordcoreano (n. 1912)
- 8 luglio - Christian-Jaque, regista francese (n. 1904)
- 8 luglio - Dick Sargent, attore statunitense (n. 1930)
- 9 luglio - Enrico Airoldi, bobbista italiano (n. 1923)
- 9 luglio - Mohieddin Fikini, politico libico (n. 1925)
- 10 luglio - Mario Celso, inventore italiano (n. 1917)
- 10 luglio - Gino Sartor, partigiano e politico italiano (n. 1922)
- 10 luglio - Earl Strom, arbitro di pallacanestro statunitense (n. 1927)
- 11 luglio - Gary Kildall, informatico statunitense (n. 1942)
- 11 luglio - Giuseppe Serrini, politico italiano (n. 1917)
- 11 luglio - Savannah, attrice pornografica statunitense (n. 1970)
- 12 luglio - Jevhen Čerepovs'kyj, schermidore sovietico (n. 1934)
- 12 luglio - James Joll, storico, saggista e biografo britannico (n. 1918)
- 12 luglio - Irena Krzywicka, scrittrice e traduttrice polacca (n. 1899)
- 12 luglio - Carlo Mattioli, pittore italiano (n. 1911)
- 12 luglio - Padre Paisios del Monte Athos, monaco cristiano greco (n. 1924)
- 12 luglio - Francesco Petronio, politico italiano (n. 1931)
- 13 luglio - Eddie Boyd, pianista, chitarrista e compositore statunitense (n. 1914)
- 13 luglio - Anita Bärwirth, ginnasta tedesca (n. 1918)
- 13 luglio - Albert Decin, ciclista su strada belga (n. 1920)
- 13 luglio - Ján Hluchý, cestista e allenatore di pallacanestro cecoslovacco (n. 1925)
- 13 luglio - John Kramer, calciatore danese (n. 1934)
- 13 luglio - Murray Tyrrell, politico australiano (n. 1913)
- 13 luglio - Marik Vos-Lundh, costumista e scenografa svedese (n. 1923)
- 13 luglio - Olin Chaddock Wilson, astronomo statunitense (n. 1909)
- 14 luglio - Bernard Benstock, critico letterario statunitense (n. 1930)
- 14 luglio - Robert Jungk, giornalista e saggista austriaco (n. 1913)
- 14 luglio - Eric Linden, attore statunitense (n. 1909)
- 14 luglio - Alberto Lionello, attore, doppiatore e conduttore televisivo italiano (n. 1930)
- 14 luglio - Américo Montanarini, cestista brasiliano (n. 1917)
- 15 luglio - Maria Cristina Bezzi-Scali, italiana (n. 1900)
- 15 luglio - Patricio Carvajal, ammiraglio e politico cileno (n. 1916)
- 15 luglio - Mona Rico, attrice messicana (n. 1907)
- 16 luglio - John Aron, tenore australiano (n. 1934)
- 16 luglio - Julian Schwinger, fisico e matematico statunitense (n. 1918)
- 17 luglio - Krešimir Arapović, calciatore e allenatore di calcio jugoslavo (n. 1924)
- 17 luglio - Jean Borotra, tennista, politico e imprenditore francese (n. 1898)
- 17 luglio - Jerry Mays, giocatore di football americano statunitense (n. 1939)
- 17 luglio - Domenico Rudatis, scrittore, esoterista e alpinista italiano (n. 1898)
- 17 luglio - Gozo Shioda, artista marziale giapponese (n. 1915)
- 18 luglio - Karl-Heinz Kunkel, calciatore tedesco (n. 1926)
- 18 luglio - Antonino Mura Ena, scrittore, poeta e pedagogista italiano (n. 1908)
- 18 luglio - Fedora Penelli, cestista cilena (n. 1917)
- 18 luglio - Leonas Petrauskas, cestista lituano (n. 1919)
- 18 luglio - Carol Yager, statunitense (n. 1960)
- 18 luglio - Michele Zaza, mafioso italiano (n. 1945)
- 19 luglio - Rudolf Firkušný, pianista ceco (n. 1912)
- 19 luglio - Ray Flaherty, allenatore di football americano e giocatore di football americano statunitense (n. 1903)
- 19 luglio - Gottfried Reinhardt, regista, produttore cinematografico e sceneggiatore austriaco (n. 1911)
- 20 luglio - Renato Boeri, neurologo e partigiano italiano (n. 1922)
- 20 luglio - Choi Yung-keun, calciatore sudcoreano (n. 1923)
- 20 luglio - Paul Delvaux, pittore belga (n. 1897)
- 21 luglio - Dorothy Collins, attrice e cantante canadese (n. 1926)
- 21 luglio - Marijac, fumettista francese (n. 1908)
- 21 luglio - Henri Mouillefarine, pistard francese (n. 1910)
- 22 luglio - Grazia Giuntoli, politica italiana (n. 1906)
- 23 luglio - Mario Brega, attore italiano (n. 1923)
- 23 luglio - Umberto Cerati, mezzofondista italiano (n. 1911)
- 23 luglio - Hans J. Salter, compositore austriaco (n. 1896)
- 23 luglio - Lennox Sebe, politico sudafricano (n. 1926)
- 24 luglio - Turan Amirsoleimani, nobildonna persiana (n. 1905)
- 24 luglio - Alceste Angelini, poeta e traduttore italiano (n. 1920)
- 24 luglio - Dante Carnevale, militare italiano (n. 1913)
- 24 luglio - Mario Girolamo Fracastoro, astronomo e fisico italiano (n. 1914)
- 24 luglio - Utaro Hashimoto, giocatore di go giapponese (n. 1907)
- 24 luglio - Anton Salvesen, slittinista norvegese (n. 1927)
- 24 luglio - Robert Wangila, pugile keniota (n. 1966)
- 25 luglio - Remo Gaibazzi, pittore italiano (n. 1915)
- 25 luglio - Luciano Perelli, latinista e storico italiano (n. 1916)
- 26 luglio - David Allen, astronomo britannico (n. 1946)
- 26 luglio - Vittorio Bonicelli, sceneggiatore e critico cinematografico italiano (n. 1919)
- 26 luglio - Terry Scott, attore britannico (n. 1927)
- 26 luglio - Jun'nosuke Yoshiyuki, scrittore giapponese (n. 1924)
- 27 luglio - Kevin Carter, giornalista e fotografo sudafricano (n. 1960)
- 27 luglio - Rosa Chacel, scrittrice spagnola (n. 1898)
- 27 luglio - Salvatore De Simone, politico italiano (n. 1914)
- 27 luglio - Giuseppe Di Martino, regista e sceneggiatore italiano (n. 1921)
- 27 luglio - Angelo Tondi, generale e aviatore italiano (n. 1901)
- 27 luglio - Umberto Visentin, calciatore e allenatore di calcio italiano (n. 1909)
- 28 luglio - Vito Damico, politico e partigiano italiano (n. 1925)
- 28 luglio - Said Sifaw, poeta, linguista e attivista berbero (n. 1946)
- 28 luglio - Munawwaruz Zaman, hockeista su prato e allenatore di hockey su prato pakistano (n. 1951)
- 29 luglio - Grigol Abashidze, scrittore georgiano (n. 1914)
- 29 luglio - Dorothy Crowfoot Hodgkin, biochimica e cristallografa britannica (n. 1910)
- 30 luglio - Janis Carter, attrice statunitense (n. 1913)
- 30 luglio - Derek Raymond, scrittore britannico (n. 1931)
- 30 luglio - Emil Kuhn-Schnyder, paleontologo svizzero (n. 1905)
- 30 luglio - Helmut Schäfer, sollevatore tedesco (n. 1908)
- 31 luglio - Armelino Milani, politico italiano (n. 1932)
- 31 luglio - Francesco Saja, giurista italiano (n. 1915)
- 31 luglio - Reg Sutton, nuotatore e pallanuotista britannico (n. 1909)